# Maranathakerk (Eindhoven)
De Maranathakerk is een kerkgebouw in Eindhoven, gelegen in het stadsdeel Strijp, aan de Venstraat 30.

## Geschiedenis
Oorspronkelijk kerkten de Gereformeerden van de nieuw gebouwde Eindhovense wijk Drents Dorp in een houten kerkgebouw, dat in 1929 was gebouwd en aan de toenmalige Bezemstraat stond. Deze straat werd later, vanwege de aanwezigheid aldaar van de Rooms-Katholieke Koenraadkerk, in Koenraadlaan omgedoopt.
De Maranathakerk werd, ter vervanging van de houten kerk, in 1953 gebouwd als Westerkerk, zijnde het tweede gereformeerde kerkgebouw in Eindhoven. Architect was Arno Nicolaï. Toen in 1956 nog een derde gereformeerde kerk, de Petrakerk, in gebruik werd genomen, werd de naam van de Westerkerk in Maranathakerk veranderd.
In 1974 stootten de hervormden de naburige Schootsekerk af, en kerkten sindsdien ook in de Maranathakerk. Dit bleef zo tot 1995, toen het gebouw verkocht werd aan de Pinkstergemeente Eindhoven, die er sindsdien gebruik van maakt met behoud van de naam Maranathakerk.
De gemeente Eindhoven heeft de  Maranathakerk in maart 2016 aangewezen als gemeentelijk monument teneinde haar te beschermen tegen afbraak. Voor de Pinkstergemeente was dat onaanvaardbaar, omdat behoud, herstel en restauratie van de kerk een onbetaalbare kostenpost zouden opleveren. Na diverse gerechtelijke procedures, waarbij de gemeente in het gelijk werd gesteld, bepaalde de Raad van State in oktober 2023 dat de kerk toch van de lijst van gemeentelijke monumenten in Eindhoven mocht worden afgevoerd.

## Gebouw
Het betreft een achthoekig bakstenen gebouw onder tentdak met twee kruisen op de nok, en een losstaande, open bakstenen klokkentoren die gelijkenis vertoont met de toren van dezelfde architect in Schoonebeek. De ingang heeft een grote luifel. Er zijn vensters aangebracht die over vrijwel de gehele hoogte van de gevel verlopen. Avans hogeschool ADGO heeft er een herbestemmingsproject aan gelinkt van 2019-2025. 